# 오이가와 철도 이카와선
이카와 선(일본어: 井川線)은 일본 시즈오카현 하이바라군 가와네혼정의 센즈 역과 시즈오카시 아오이구의 이카와 역을 잇는 오이가와 철도의 철도 노선이다.

## 노선 정보
- 노선 거리 (영업 거리) : 25.5km
- 궤간 : 1,067mm
- 역 수 : 14역 (기 · 종점역 포함)
- 복선화 구간 : 없음 (전 구간 단선)
- 전철화 구간 : 아프토이치시로 - 나가시마 댐 구간 (직류 1,500V)
- 폐색 방식 : 특수 자동 폐색식

## 역 목록
| 역명           | 일어 역명      | 역간 거리 | 영업 거리 | 해발 | 접속 노선                   | 소재지     | 소재지     |
| -------------- | -------------- | --------- | --------- | ---- | --------------------------- | ---------- | ---------- |
| 센즈           | 千頭           | -         | 0.0       | 298  | 오이가와 철도 오이가와 본선 | 하이바라군 | 가와네혼정 |
| 가와네료고쿠   | 川根両国       | 1.1       | 1.1       | 298  |                             | 하이바라군 |            |
| 사와마         | 沢間           | 1.3       | 2.4       | 323  |                             | 하이바라군 |            |
| 도모토         | 土本           | 1.5       | 3.9       | 325  |                             | 하이바라군 |            |
| 가와네코야마   | 川根小山       | 1.9       | 5.8       | 354  |                             | 하이바라군 |            |
| 오쿠이즈미     | 奥泉           | 1.7       | 7.5       | 369  |                             | 하이바라군 |            |
| 아프토시치이로 | アプトいちしろ | 2.4       | 9.9       | 396  |                             | 하이바라군 |            |
| 나가시마댐     | 長島ダム       | 1.5       | 11.4      | 485  |                             | 하이바라군 |            |
| 히란다         | ひらんだ       | 1.2       | 12.6      | 485  |                             | 하이바라군 |            |
| 오쿠오이코조   | 奥大井湖上     | 1.3       | 13.9      | 490  |                             | 하이바라군 |            |
| 셋소쿄온센     | 接岨峡温泉     | 1.6       | 15.5      | 496  |                             | 하이바라군 |            |
| 오모리         | 尾盛           | 2.3       | 17.8      | 526  |                             | 하이바라군 |            |
| 간조           | 閑蔵           | 2.7       | 20.5      | 557  |                             | 시즈오카시 | 아오이구   |
| 이카와         | 井川           | 5.0       | 25.5      | 686  |                             | 시즈오카시 | 아오이구   |